# Слободян, Пётр Петрович
Пётр Петрович Слободян (укр. Петро Петрович Слободян; 2 июля 1953, Шепаровцы, Станиславская область — 15 декабря 2020) — советский футболист, нападающий и украинский тренер. Мастер спорта СССР международного класса (1976).

## Карьера игрока
Воспитанник футбольной школы г. Коломыи.
Выступал за команды «Авангард» Тернополь (1970—1972), «Днепр» Днепропетровск (1972—1974), «Динамо» Киев (1975—1979), «Локомотив» Москва (1980).
16 марта 1977 года на 88-й минуте ответного матча 1/4 финала Кубка европейских чемпионов 1976/77 забил головой второй мяч в ворота «Баварии» (2:0), чем вывел «Динамо» в полуфинал турнира и прервал серию «Баварии» из трёх побед подряд в Кубке чемпионов (1974, 1975 и 1976).
За сборную СССР сыграл 2 матча.

## Карьера тренера
Главный тренер киевского клуба «Оболонь» (2002—2004, 2006—2008).

## Достижения

### Командные
- Чемпион СССР (2): 1975, 1977
- Обладатель Суперкубка УЕФА: 1975
- Победитель молодёжного чемпионата Европы 1976 года

### Личные
- Кавалер Ордена «За заслуги» ІІ (2020)[7] и ІІІ (2015) степеней[8].
- Медаль «За труд и победу» (2004)[9].